# Marina (Sängerin)

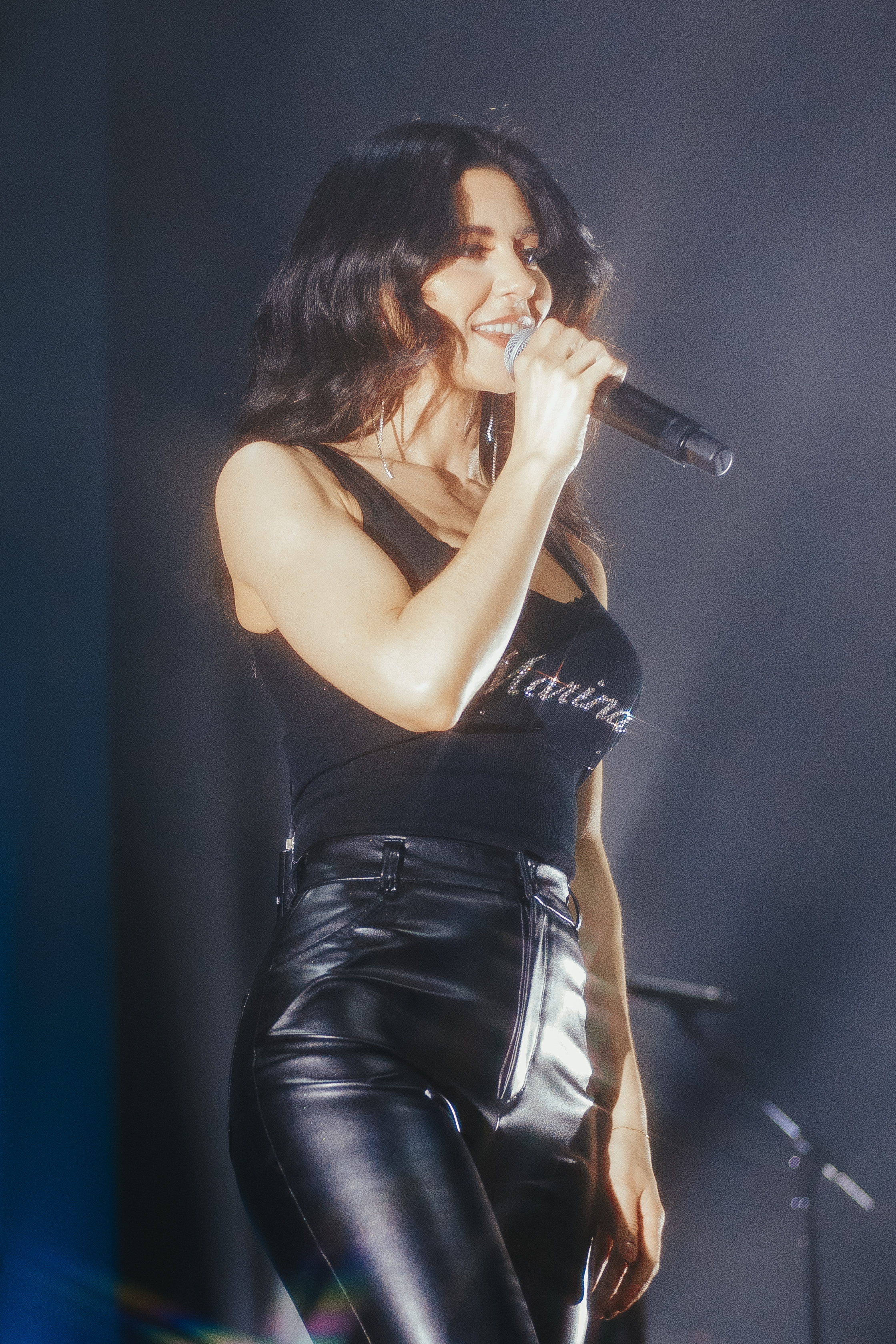
Marina Diamandis (2022)

Marina Lambrini Diamandis (* 10. Oktober 1985 in Brynmawr, Wales; griechisch Μαρίνα-Λαμπρινή Διαμαντής; Aussprache [ðʝamaˈ(n)dis]), bekannt als Marina, früher Marina and the Diamonds, ist eine britische Singer-Songwriterin.
Ihr ehemaliger Zusatz „The Diamonds“ beruhte auf Diamandis’ bürgerlichem Familiennamen und stand nicht für ihre Begleitband. Ihr Musikstil reicht von auf Keyboard basierenden Balladen bis hin zu schnelleren, am New Wave orientierten Liedern.

## Leben
Marina Diamandis ist Tochter eines Griechen und einer Waliserin. Nach der Scheidung ihrer Eltern zog sie im Alter von 16 Jahren mit ihrem Vater nach Griechenland. Zwei Jahre später kehrte sie nach Wales zurück, um zu studieren. Nachdem sie mit 18 ihr Studium abgebrochen hatte, zog sie nach London, wo sie zwei Monate lang eine Tanzausbildung absolvierte. 2005 nahm sie ein Jahr lang Gesangsunterricht an der West London Music School und sang für West-End-Musicals wie The Lion King vor.

## Karriere

### 2007–2009: Anfänge
Diamandis nahm erste Lieder mit der Apple-Software GarageBand auf. Über die Webseite Gumtree fand sie einen Produzenten für einige ihrer Songs, wofür sie 500 £ zahlte. Ihre erste Veröffentlichung mit dem Namen Mermaid Vs. Sailor EP, die im November 2007 erschien, beinhaltete alle diese Songs. Die EP wurde von Diamandis selbst auf CD gebrannt und über ihre MySpace-Seite vertrieben. Geschätzte 70 Exemplare wurden verkauft.
Im Januar 2008 wurde der Talentsucher von Neon Gold Records, Derek Davis, auf sie aufmerksam. Davis buchte sie für das Vorprogramm des australischen Sängers Gotye, wo das Label Warner sie entdeckte und ihr einen Plattenvertrag mit 679 Recordings besorgte. Noch im selben Jahr veröffentlichte sie ihre erste Single, eine Doppel-A-Seite mit den Liedern Obsessions und Mowgli’s Road. Dieser folgte ihre zweite EP The Crown Jewels EP, die auch ihre zweite Single I Am Not a Robot enthielt. Am 7. Dezember 2009 wurde sie auf die Liste der Nominierten für den BBC Sound of 2010 gesetzt, wo sie hinter Ellie Goulding den 2. Platz erreichte.

### 2010–2011:The Family Jewels

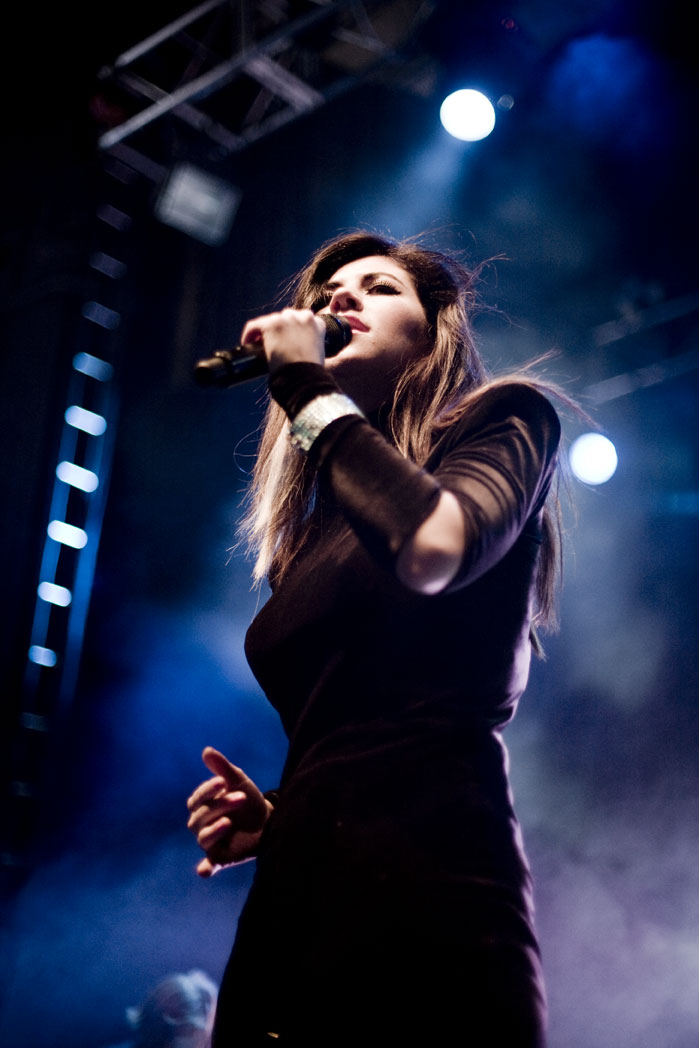
Marina Diamandis (2010)

Diamandis’ Debütalbum The Family Jewels erschien im Februar 2010 im Vereinigten Königreich und im Mai in Deutschland. Es erreichte Platz fünf der britischen Albumcharts, wo es mit Gold ausgezeichnet wurde. Das Album nahm Diamandis gemeinsam mit Pascal Gabriel auf, der bereits für Künstler wie Marc Almond, Yello, New Order oder Kylie Minogue gearbeitet hat. Eine Wiederveröffentlichung der Single Mowgli’s Road diente dem Album als Leadsingle. Im Februar 2010 startete ihre erste Tour, die sieben Konzerte in Großbritannien, Irland und Kontinentaleuropa umfasste. Nach der Veröffentlichung ihrer dritten EP The American Jewels unter dem US-amerikanischen Label Chop Shop Records wurde auch ihr Debütalbum in den USA veröffentlicht.
Im Frühjahr 2010 arbeitete Diamandis mit dem US-amerikanischen Songwriter und Produzenten Benny Blanco und dem Gitarristen Dave Sitek an neuem Material. Ihre Single Hollywood, ein Indie-Popsong über die Verführbarkeit des „Amerikanischen Traums“, wurde ebenfalls im Frühjahr 2010 veröffentlicht. Das Lied erreichte sowohl in Deutschland als auch in Großbritannien die Top 15 der Singlecharts und machte Diamandis international bekannt. Bereits vor der deutschen Veröffentlichung wurde die Single von vielen Radiostationen gespielt und lag daher auf Rang zwölf der deutschen Radiocharts. Im Mai 2010 stieg der Song auf Platz 15 der deutschen Singlecharts ein. In Österreich wurde er zeitgleich veröffentlicht und erreichte Position 17.

### 2011–2013:Electra Heart
Im April 2012 erschien ihr zweites Album mit dem Titel Electra Heart in Großbritannien. Die deutsche Veröffentlichung erfolgte im Mai desselben Jahres. In Großbritannien, Irland und Schottland erreichte es Platz 1 der Charts. Im Juli 2012 wurde das Album mit einer leicht veränderten Songliste auch in den USA veröffentlicht, wo es Platz 31 der Charts erreichte.
Im Oktober 2011 wurde der Song Radioactive, produziert von Stargate, in Großbritannien veröffentlicht. Er erreichte Platz 25 der Charts. Dieser Song befindet sich nur auf der Deluxe-Version des Albums. Auf dem Album sind außerdem Zusammenarbeiten mit Greg Kurstin, Rick Nowels und Liam Howe, der einen Großteil der Songs ihres ersten Albums produzierte, enthalten.
Als erste Single wurde im April 2012 in Großbritannien der Song Primadonna veröffentlicht, der gemeinsam mit Julie Frost geschrieben und von Dr. Luke, Cirkut und Diplo produziert wurde. Die deutsche Veröffentlichung erfolgte im Mai 2012. Der Song erreichte Platz 11 der britischen Charts, in Deutschland belegte das Stück Platz 18, in Österreich konnte er sich auf Rang 3 platzieren. In der Schweiz erreichte es Platz 16.
Der Song Power & Control wurde in Großbritannien im Juli 2012 als zweite Singleauskopplung veröffentlicht. Das Video, erneut von Casper Balslev gedreht, feierte seine Premiere bereits im Mai 2012. Im Juli 2012 wurde der Song How to Be a Heartbreaker, der sich zunächst nur auf der US-amerikanischen Version des Albums befand, als dritte Single in Großbritannien bzw. als zweite Single in den USA veröffentlicht.

### 2014–2016:Froot
Im Februar 2013 gab Diamandis bekannt, dass sie mit der Arbeit an ihrem neuen Album begonnen habe. Der von ihr geschriebene Song Froot, Titeltrack ihres dritten Studioalbums, wurde im Oktober 2014 veröffentlicht. Alle Songs des Albums wurden von Diamandis geschrieben und zusammen mit David Kosten produziert. Am 9. November 2014 gab sie über ihren Twitter-Account die Titelliste einschließlich des Artworks bekannt. Danach wurde jeden Monat ein weiterer Song des Albums vorgestellt. Ursprünglich sollten vor der Albumveröffentlichung im April 2015 insgesamt sechs Lieder des Albums veröffentlicht werden. Weil das Album jedoch bereits Mitte Februar 2015 im Internet zu finden war, wurde die Veröffentlichung auf März vorgezogen.
Neben einer Tour für das Album in Nordamerika und Europa war Diamandis 2015 auf zahlreichen Festivals zu sehen, unter anderem im März auf dem Lollapalooza in Brasilien, im April auf dem Coachella-Festival in Kalifornien sowie im Juni auf dem Governors Ball Music Festival auf Governors Island in New York. Auch 2016 spielte sie im März auf dem Lollapalooza in Argentinien, Brasilien und Chile.

### 2018–2019Love + Fear

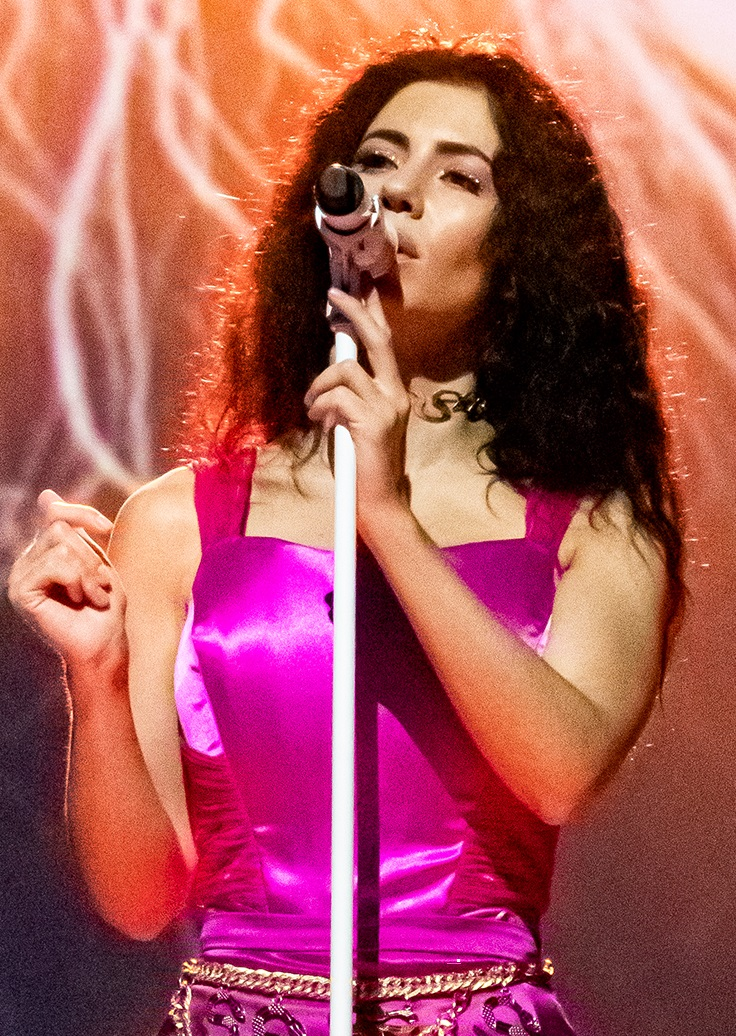
Marina Diamandis (2019)

Im November 2018 erschien der Song Baby, eine Kollaboration mit Clean Bandit und Luis Fonsi. Die erste Single des Doppelalbums Love + Fear, der Song Handmade Heaven, wurde am 8. Februar 2019 veröffentlicht. Als zweiter Song wurde Superstar am 1. März 2019 veröffentlicht. Love, der erste Teil des Albums, wurde am 4. April 2019 veröffentlicht, während der zweite Teil, Fear, am 26. April 2019 folgte. Zwischen der Veröffentlichung der beiden Seiten des Doppelalbums folgten Videos zu den Songs Orange Trees und To Be Human. Seit Ende April 2019 ist Diamandis in Großbritannien und den Vereinigten Staaten auf Tour.
In der Love + Fear - Ära entschied sich Diamandis für ein Rebranding. Seither tritt sie nicht mehr unter Marina And The Diamonds, sondern als MARINA auf. Sie gab an, diese Entscheidung getroffen zu haben, weil sie lieber als Mensch statt als künstlicher Charakter gesehen werden will.

### 2021Ancient Dreams In A Modern Land
Am 24. Januar 2020 veröffentlichte Diamandis ein Bild auf Instagram mit dem Untertitel „Album 5“ mit dem sie zum ersten Mal Ancient Dreams In A Modern Land andeutete. Am 7. Februar 2020 veröffentlichte sie zum ersten Mal seit Love + Fear eine Single, About Love, der Soundtrack für das Netflix Original To All the Boys: P.S. I Still Love You. Die erste Singleauskopplung des fünften Albums von Marina erschien am 18. November 2020. Man's World erreichte im Vereinigten Königreich Platz 96 in den Download Charts, während es in der Woche des 30. November in Neuseeland Platz 36 der Hot 40 Singles Charts erreichte.
Ancient Dreams In A Modern Land wurde als Album mit 10 Titeln im Juni 2021 bei Atlantic Records veröffentlicht. In Deutschland erreichte das Album Platz 43 in den Charts. Die Themen, die von Diamandis behandelt werden, sind vor allem gesellschaftspolitisch. In Purge The Poison und Man's World behandelt sie unter anderem die Rollenbilder der Geschlechter in der westlichen Gesellschaft, vor allem in einem amerikanischen Kontext.
Im Juli 2023 gab Diamandis bekannt, dass bei ihr nach jahrelangen gesundheitlichen Problemen ME/CFS diagnostiziert worden sei.

## Musikstil
Diamandis bezeichnete ihre Musik im Jahr 2010 in einem Interview als „experimentelle Popmusik“. Von der Fachwelt wird ihr Musikstil sehr vielfältig beschrieben und oft mit dem anderer Musikerinnen verglichen.

„Marina Diamandis […] vermischt auf ‚The Family Jewels‘ die Natürlichkeit der jungen Kim Wilde, die Chuzpe Lily Allens, die guten Momente der frühen Pat Benatar und die naturgemäße Unantastbarkeit von Abba […]. Noch schöner als das schmissige, auf der Stelle einprägsame Hit-Material wie ‚I Am Not A Robot‘, ‚Mowgli’s Road‘, ‚Are You Satisfied?‘ und ‚Hollywood‘ aber sind die aufrichtigen Bekenntnisse in den eher unscheinbareren Stücken.“

„Marinas Songs haben alles. Sie sind gleichzeitig catchy und kantig – catchy genug für die Charts, kantig genug, um auch das Indie-Umfeld zu rühren. ‚Oh my God, you look just like Shakira/ No no, you’re Catherine Zeta/ Actually, my name’s Marina‘ stellt sie sich in ‚Hollywood‘, ihrer Abrechnung mit dem Traum der Träume (‚Living in a movie scene puking American dreams …‘), vor und präsentiert sich als Wanderin zwischen den Welten. […] Marina ist […] das fehlende Glied zwischen Siouxsie und Lady Gaga. […] Ironie wie bei Katy Perry? Marina Diamandis besteht jede Echtheitsprüfung. Manchmal driftet ihr Hi-Energy-Freak-Pop ins Esoterische ab – nicht einmal das wirkt aufgesetzt oder ausgedacht, sondern hat Charme.“

„Diamandis […] besitzt […] eine Stimme, die in Timbre und Vortrag zweifellos Wiedererkennungswert besitzt und […] einige Referenzen bedient – das geht dann von ABBA und Kate Bush über zu Tori Amos und manchmal auch P!nk – natürlich dürfen in der Liste auch Kate Nash und ganz besonders Florence Welch alias Florence + the Machine nicht fehlen. Die Songs selber sind stark um diese Stimme herumgestrickt und bieten kraftvolle, ja teilweise gar überbordende Arrangements, die in Sachen Polyphonie keine Kompromisse machen.“

## Diskografie

### Studioalben
| Jahr | Titel                           | Höchstplatzierung, Gesamtwochen, AuszeichnungChartplatzierungen (Jahr, Titel, Platzierungen, Wochen, Auszeichnungen, Anmerkungen) | Höchstplatzierung, Gesamtwochen, AuszeichnungChartplatzierungen (Jahr, Titel, Platzierungen, Wochen, Auszeichnungen, Anmerkungen) | Höchstplatzierung, Gesamtwochen, AuszeichnungChartplatzierungen (Jahr, Titel, Platzierungen, Wochen, Auszeichnungen, Anmerkungen) | Höchstplatzierung, Gesamtwochen, AuszeichnungChartplatzierungen (Jahr, Titel, Platzierungen, Wochen, Auszeichnungen, Anmerkungen) | Höchstplatzierung, Gesamtwochen, AuszeichnungChartplatzierungen (Jahr, Titel, Platzierungen, Wochen, Auszeichnungen, Anmerkungen) | Anmerkungen                                                        |
| Jahr | Titel                           | DE | AT | CH | UK | US | Anmerkungen                                                        |
| ---- | ------------------------------- | --- | --- | --- | --- | --- | ------------------------------------------------------------------ |
| 2010 | The Family Jewels               | DE12 (10 Wo.)DE | AT18 (6 Wo.)AT | CH100 (1 Wo.)CH | UK5 Platin · (33 Wo.)UK | US138 (1 Wo.)US | Erstveröffentlichung: 14. Februar 2010                             |
| 2012 | Electra Heart                   | DE17 (5 Wo.)DE | AT25 (5 Wo.)AT | CH11 (12 Wo.)CH | UK1 Gold · (12 Wo.)UK | US31 Gold · (2 Wo.)US | Erstveröffentlichung: 27. April 2012                               |
| 2015 | Froot                           | DE24 (1 Wo.)DE | AT38 (1 Wo.)AT | CH10 (3 Wo.)CH | UK10 Silber · (4 Wo.)UK | US8 (5 Wo.)US | Erstveröffentlichung: 13. März 2015                                |
| 2019 | Love + Fear                     | DE18 (1 Wo.)DE | AT19 (1 Wo.)AT | CH20 (1 Wo.)CH | UK5 (3 Wo.)UK | US28 (1 Wo.)US | Erstveröffentlichung: 4. April 2019 (Love) / 26. April 2019 (Fear) |
| 2021 | Ancient Dreams in a Modern Land | DE43 (2 Wo.)DE | AT29 (1 Wo.)AT | CH21 (1 Wo.)CH | UK17 (2 Wo.)UK | US94 (1 Wo.)US | Erstveröffentlichung: 11. Juni 2021                                |
| 2025 | Princess of Power               | DE14 (1 Wo.)DE | AT15 (1 Wo.)AT | CH14 (1 Wo.)CH | UK7 (1 Wo.)UK | US42 (1 Wo.)US | Erstveröffentlichung: 6. Juni 2025                                 |

### EPs
- 2007: Mermaid Vs. Sailor
- 2009: The Crown Jewels
- 2009: iTunes Live: London Festival ’09
- 2010: The American Jewels
- 2010: iTunes Live: London Festival ’10
- 2019: Love + Fear Acoustic

### Singles
| Jahr | Titel Album                            | Höchstplatzierung, Gesamtwochen, AuszeichnungChartplatzierungen (Jahr, Titel, Album, Platzierungen, Wochen, Auszeichnungen, Anmerkungen) | Höchstplatzierung, Gesamtwochen, AuszeichnungChartplatzierungen (Jahr, Titel, Album, Platzierungen, Wochen, Auszeichnungen, Anmerkungen) | Höchstplatzierung, Gesamtwochen, AuszeichnungChartplatzierungen (Jahr, Titel, Album, Platzierungen, Wochen, Auszeichnungen, Anmerkungen) | Höchstplatzierung, Gesamtwochen, AuszeichnungChartplatzierungen (Jahr, Titel, Album, Platzierungen, Wochen, Auszeichnungen, Anmerkungen) | Höchstplatzierung, Gesamtwochen, AuszeichnungChartplatzierungen (Jahr, Titel, Album, Platzierungen, Wochen, Auszeichnungen, Anmerkungen) | Anmerkungen                                                                   |
| Jahr | Titel Album                            | DE | AT | CH | UK | US | Anmerkungen                                                                   |
| ---- | -------------------------------------- | --- | --- | --- | --- | --- | ----------------------------------------------------------------------------- |
| 2010 | Hollywood The Family Jewels            | DE15 (18 Wo.)DE | AT17 (16 Wo.)AT | — | UK12 Silber · (15 Wo.)UK | — | Erstveröffentlichung: 29. Januar 2010                                         |
| 2010 | I Am Not a Robot The Family Jewels     | — | — | — | UK26 Silber · (7 Wo.)UK | US— GoldUS | Erstveröffentlichung: 23. April 2010                                          |
| 2010 | Oh No! The Family Jewels               | — | — | — | UK38 Silber · (5 Wo.)UK | US— GoldUS | Erstveröffentlichung: 2. August 2010                                          |
| 2011 | Radioactive Electra Heart              | — | — | — | UK25 (3 Wo.)UK | — | Erstveröffentlichung: 23. September 2011 Promo-Single                         |
| 2012 | Primadonna Electra Heart               | DE18 (16 Wo.)DE | AT3 Gold · (24 Wo.)AT | CH16 (17 Wo.)CH | UK11 Platin · (14 Wo.)UK | US— PlatinUS | Erstveröffentlichung: 20. März 2012                                           |
| 2013 | How to Be a Heartbreaker Electra Heart | — | — | — | UK88 Silber · (1 Wo.)UK | US— PlatinUS | Erstveröffentlichung: 16. Februar 2013                                        |
| 2018 | Baby What Is Love?                     | — | — | — | UK15 Gold · (15 Wo.)UK | — | Erstveröffentlichung: 2. November 2018 Clean Bandit feat. Marina & Luis Fonsi |

Weitere Singles
- 2009: Obsessions
- 2009: Mowgli’s Road
- 2010: Shampain
- 2012: Power & Control
- 2014: Froot
- 2014: Happy
- 2015: I’m a Ruin
- 2015: Forget
- 2015: Blue
- 2017: Disconnect (mit Clean Bandit)
- 2019: Handmade Heaven
- 2019: Superstar
- 2019: Orange Trees
- 2019: To Be Human
- 2019: Karma
- 2020: About Love
- 2020: Man's World
- 2021: Purge the Poison
- 2021: Ancient Dreams in a Modern Land
- 2021: Venus Fly Trap
- 2025: Butterfly
- 2025: Cupid`s Girl
- 2025: Cuntissimo
- 2025: I <3 YOU

## Auszeichnungen für Musikverkäufe
| Goldene Schallplatte - Dänemark - 2013: für das Streaming How to Be a Heartbreaker - Irland - 2010: für das Album The Family Jewels - 2012: für das Album Electra Heart - Polen - 2021: für die Single Baby - Vereinigte Staaten - 2022: für das Lied Teen Idle - Vereinigtes Königreich - 2024: für das Lied Bubblegum Bitch | Platin-Schallplatte - Australien - 2012: für die Single Primadonna - Dänemark - 2012: für die Single Primadonna - 2013: für das Streaming Primadonna - Irland - 2012: für die Single Primadonna - Neuseeland - 2012: für die Single Primadonna - 2023: für das Album Electra Heart - Vereinigte Staaten - 2022: für das Lied Bubblegum Bitch |

Anmerkung: Auszeichnungen in Ländern aus den Charttabellen bzw. Chartboxen sind in ebendiesen zu finden.
| Land/RegionAuszeichnungen für Musikverkäufe (Land/Region, Auszeichnungen, Verkäufe, Quellen) | Silber     | Gold       | Platin       | Verkäufe  | Quellen                       |
| -------------------------------------------------------------------------------------------- | ---------- | ---------- | ------------ | --------- | ----------------------------- |
| Australien (ARIA)                                                                            | —          | —          | Platin1      | 70.000    | aria.com.au                   |
| Dänemark (IFPI)                                                                              | —          | Gold1      | 2× Platin2   | 30.000    | ifpi.dk                       |
| Irland (IRMA)                                                                                | —          | 2× Gold2   | Platin1      | 30.000    | irishcharts.ie                |
| Neuseeland (RMNZ)                                                                            | —          | —          | 2× Platin2   | 30.000    | aotearoamusiccharts.co.nz NZ2 |
| Österreich (IFPI)                                                                            | —          | Gold1      | —            | 15.000    | ifpi.at                       |
| Polen (ZPAV)                                                                                 | —          | Gold1      | —            | 25.000    | olis.pl                       |
| Vereinigte Staaten (RIAA)                                                                    | —          | 4× Gold4   | 3× Platin3   | 5.000.000 | riaa.com                      |
| Vereinigtes Königreich (BPI)                                                                 | 5× Silber5 | 3× Gold3   | 2× Platin2   | 2.660.000 | bpi.co.uk                     |
| Insgesamt                                                                                    | 5× Silber5 | 12× Gold12 | 11× Platin11 |           |                               |

## Auszeichnungen und Nominierungen
| Jahr | Auszeichnung                     | Nominierung             | Kategorie                        | Ergebnis  |
| ---- | -------------------------------- | ----------------------- | -------------------------------- | --------- |
| 2010 | BBC Sound of 2010                | Marina and the Diamonds | Sound of 2010                    | 2. Platz  |
| 2010 | BRIT Awards                      | Marina and the Diamonds | Critics’ Choice                  | Nominiert |
| 2010 | SHREDnews                        | Marina and the Diamonds | Ten Artists to Watch in 2010     | 5. Platz  |
| 2010 | NME Awards                       | Marina and the Diamonds | Hottest Woman                    | Nominiert |
| 2010 | BT Digital Music Awards          | Marina and the Diamonds | Breakthrough Artist of the Year  | Nominiert |
| 2010 | MTV Europe Music Awards          | Marina and the Diamonds | Best UK & Irish Act              | Gewonnen  |
| 2010 | MTV Europe Music Awards          | Marina and the Diamonds | Best European Act                | Nominiert |
| 2010 | UK Festival Awards               | Marina and the Diamonds | Best Breakthrough Act            | Nominiert |
| 2010 | 4Music Video Honours             | Marina and the Diamonds | Hottest Girl of 2010             | 8. Platz  |
| 2010 | 4Music Video Honours             | Marina and the Diamonds | Box Biggest Breakthrough of 2010 | 10. Platz |
| 2010 | 4Music Video Honours             | Hollywood               | Best Video of 2010               | Nominiert |
| 2010 | Popjustice £20 Music Prize       | I Am Not A Robot        | Shortlist                        | Nominiert |
| 2011 | Glamour Women of the Year Awards | Marina and the Diamonds | Best Band                        | Nominiert |
| 2012 | NME Awards                       | Marina Diamandis        | Hottest Female                   | Nominiert |
| 2012 | Popjustice £20 Music Prize       | Power & Control         | Shortlist                        | Nominiert |
| 2012 | Attitude Magazine Awards         | Marina and the Diamonds | Best Music Award                 | Gewonnen  |
| 2012 | 4Music Video Honours             | Primadonna              | Best Video of 2012               | Nominiert |

## Sonstiges
Im Juli 2018 wirkte Marina in dem Werbelied With A Little Help From My Friends des National Health Service mit.